# Domenico Oppedisano
(Domenico Oppedisano Capocrimine in una registrazione il primo settembre 2009 al Santuario della Madonna di Polsi in Calabria)
Domenico Oppedisano (Rosarno, 5 dicembre 1930) è un mafioso italiano, presiedeva dal 2009 fino al suo arresto a luglio 2010 con la carica di capo-crimine la struttura della 'ndrangheta conosciuta come Crimine.

## Biografia
Riceve la dote di Vangelo da Antonio e Giuseppe Nirta.

### Operazione Crimine
Prima delle indagini partite nel 2008 Domenico Oppedisano era quasi completamente sconosciuto alle forze dell'ordine, portava quello che produceva nei suoi frutteti al mercato locale di Rosarno.
Secondo sempre le indagini dietro il potere di Oppedisano, vi era Vincenzo Pesce, capo dell'omonima 'ndrina di Rosarno.
Fu scelto informalmente come Capocrimine nell'agosto 2009, al matrimonio tra Elisa Pelle, figlia di Giuseppe Pelle, e nipote di Antonio Pelle di San Luca, detto Gambazza, ex capo crimine, e di Giuseppe Barbaro, capo dell'omonima 'ndrina di Platì.
Arrivare alla sua elezione non fu semplice: Giuseppe Pelle aspirava a prendere il posto di suo padre Antonio Pelle per mantenere il "titolo" nel comune di San Luca anche a rischio di scatenare conflitti con le altre famiglie.
Vincenzo Pesce capì che la nomina di Pelle avrebbe sbilanciato l'equilibrio dell'organizzazione e minacciò di formare un'organizzazione separata portando con sé 30 locali.
Alla fine si arrivò ad una soluzione scegliendo Domenico Oppedisano.
Assume la carica formalmente al Santuario della Madonna di Polsi a settembre dello stesso anno.
Per la prima volta le forze dell'ordine riescono a registrare e filmare questo incontro.

### Le intercettazioni
Durante le intercettazioni ambientali dell'operazione Crimine, sia audio che video Domenico Oppedisano, inconsapevolmente, svela come gli conferirono le doti di Santa e Vangelo, e come agisce il Crimine in Calabria, in Liguria, in Piemonte, Lombardia e nel mondo; in particolare con la Svizzera e la Germania.

#### Le doti
(Domenico Oppedisano con Bruno Nesci capo-locale di Singen intercettati nel 2009 in merito a quando gli conferirono la dote di Santa)
(Domenico Oppedisano con Bruno Nesci capo-locale di Singen intercettati nel 2009 in merito a quando gli conferirono la dote di Vangelo e a sua volta insieme ad altri capi-locale la conferì ad altri affiliati per tutta la Provincia di Reggio Calabria)
(Domenico Oppedisano intercettato durante il conferimento del ruolo di capo-crimine al Santuario della Madonna di Polsi)

#### La gestione del Crimine
Il capo-crimine non è un capo assoluto ma un paciere che cerca di risolvere le questioni in seno all'organizzazione del crimine e con la maggioranza dei voti.
(Intercettazione ambientale tra Domenico Oppedisano e Bruno Nesci)
(Intercettazione ambientale tra Domenico Oppedisano e Santo Caridi)

### Arresto e processo
A luglio 2010 viene arrestato l'ottantenne capo-crimine durante l'operazione Crimine nella quale vengono arrestate altre 300 persone.
In questa operazione e nell'omonimo processo successivo si accerterà che Domenico Oppedisano era il punto di riferimento dell'intera organizzazione in tutto il mondo.
L'8 marzo 2012, nel processo Crimine, viene condannato in primo grado a 10 anni di carcere e gli vengono riconosciute le attenuanti generiche.
Il 7 giugno 2014 Franco Corbelli, capo del Movimento Diritti Civili rende noto di una lettera, da lui ricevuta in cui la famiglia di Oppedisano si dichiara preoccupata per le sue condizioni di salute.